# Князівство Ельба
Ельбійське князівство (італ. Principato d'Elba) (11 квітня 1814 — 9 червня 1815)  — неспадкова монархія, що була заснована договором Фонтенбло на острові Ельба. Єдиним правителем був Наполеон Бонапарт, який залишив острів 26 лютого 1815 і повернувся керувати Францією. Остаточно ліквідоване рішенням Віденського конгресу 9 червня 1815.

## Утворення
Влада над островом, який до цього був частиною французького département of Méditerranée, була передана Наполеону I Франції після його зречення внаслідок поразки у війні Шостої Коаліції. Стаття 3 Договору передбачала, що Ельба має стати «самостійним князівством, що є у його повному володінні і як особистого майна». Його право на володіння зберігається до самої смерті, після чого контроль над Князівством повернеться до Тоскани. Колишньому імператору було також надано стипендію у розмірі двох мільйонів франків на рік, що сплачувались Францією.

## Уряд Наполеона
Після поселення Наполеона на острові, мер Портоферрайо П'єтро Традіті, вручив імператору ключі від міста. Після цього Наполеон розпочав роботу як суверен острова, починаючи з написання невеликої, тристорінкової конституції, у якій визначив п'ять урядових департаментів. Відділи цивільної адміністрації, комуни, домени, зарезервовані для імператора, імператорського палацу і армії. Генерал Анрі Бертран був призначений Головним маршалом палацу, посаду він обіймав під час правління Наполеона у Франції, і був відповідальним за цивільну адміністрацію. Генерал Друо був призначений губернатором острова і повіреним у військових питаннях, Джузеппе Бальбіані був інтендант-генералом поліції, а Гійом-Джозеф Ру був призначений скарбником. Наполеон створив «Conseil Souverain» або Раду Суверена, дванадцять членів брало участь у раді, чотири французи і вісім жителів острова Ельба. П'ятьох Радників було призначено членами суду першої інстанції, з Бальбіані на чолі. Решта членів Ради Суверена розміщена в апеляційному суді без головуючого. Однак, незважаючи на владу, якою була наділена рада, більшість державної влади було покладено на чотирьох французьких міністрів, яких привіз Наполеон зі свого колишнього режиму і який сам брав найактивнішу роль в управлінні князівством.

## Армія
Як було передбачено договором Фонтенбло, Наполеон взяв з собою на острів 870 чоловіків з Франції. Армія складалася з 566 чоловіків еліти Garde Impériale (як піхота, так і кавалерія), а решта 300 були з невеликого батальйону гренадерів. Армія знаходилась під керівництвом генерала Друо, а командували генерал Камбронн і персонал генштабу. Військово-морський флот складався з 66 чоловіків і одиного корабля Inconstant, 18-гарматний двощогловий бриг. Inconstant доповнювала невелика флотилія з двох шхун. Спочатку флотом командував лейтенант Тайяд, однак після того, як він ледь не втратив Inconstant в штормі, його замінив лейтенант Дж. Шотаро, який пізніше переправить Наполеона з Ельби назад у Францію у 1815 році. Паолі Філідоро був призначений капітаном жандармерії і працював під керівництвом Джузеппе Бальбіана як генерал-інтендант. Об'єднані збройні сили до 1815 року на Ельбі налічували близько 1000 чоловік, на утримання витрачалося більше половини скарбниці.

## Розпуск
26 лютого, після 9 місяців правління, Наполеон втік з острова Ельба і висадився на півдні Франції, щоб знову очолити французів, почавши війну Сьомої Коаліції. Після поразки в битві при Ватерлоо, делегати Віденського конгресу погодилися вислати Наполеона на острів Святої Єлени в Південній Атлантиці, а контроль над князівством був повернутий Великому князівству Тосканському. Однак, відповідно до Договору Фонтенбло, Ельба залишилася особистим князівством Наполеона до його смерті в 1821 році.